# 진료권
진료권은 의료보험증에 표시된 중진료권 내에서 진료 받도록 하고, 다른 진료권에서 진료를 받을 경우 보험자의 승인을 받도록 했던 제도에서 나온 개념이다. 대한민국에서는 1989년 전국민 의료보험제도 도입과 함께 진료권을 설정했으나, 의료 불평등 문제가 부각되면서 1998년 진료권 개념을 폐지하였다. 이로 인해 의료접근성은 높아졌으나, 특정 병원으로 환자가 몰리는 현상이 발생하였다.